# Graviescalar
Na física teórica, a partícula hipotética chamada graviescalar ou radion emerge como uma excitação do tensor métrico da relatividade geral, ou seja, campo gravitacional, mas é indistinguível de um escalar em quatro dimensões, como mostrado na teoria de Kaluza-Klein.
O campo escalar {\displaystyle \phi } vem de um componente do tensor métrico {\displaystyle g_{55}} onde o 5 rotula uma quinta dimensão adicional. As únicas variações no campo escalar representam variações no tamanho da extra dimensão. Além disso, em modelos com várias dimensões extras, existem várias dessas partículas. Além disso, em teorias com supersimetria estendida, um graviscalar é geralmente um superparceiro do gráviton que se comporta como uma partícula com spin 0. Esse conceito está intimamente relacionado aos modelos de Higgs medidos.